# Nicholas Hill-Norton
Sir Nicholas John Hill-Norton, KCB (* 13. Juli 1939) ist ein ehemaliger britischer Seeoffizier der Royal Navy, der unter anderem als Vizeadmiral zwischen 1992 und 1995 stellvertretender Chef des Verteidigungsstabes für Einsätze (Deputy Chief of the Defence Staff (Commitments)) war.

## Leben

### Offiziersausbildung, Seeoffizier und Schiffskommandant

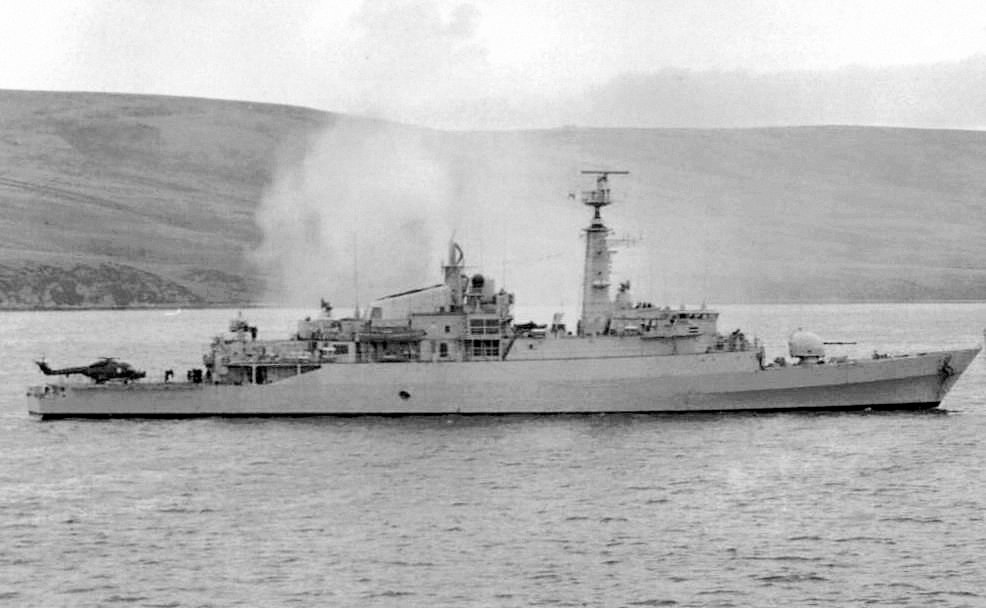
Nicholas Hill-Norton war erster Kommandant (Commanding Officer) der am 17. Juli 1975 in Dienst gestellten Fregatte Antelope.

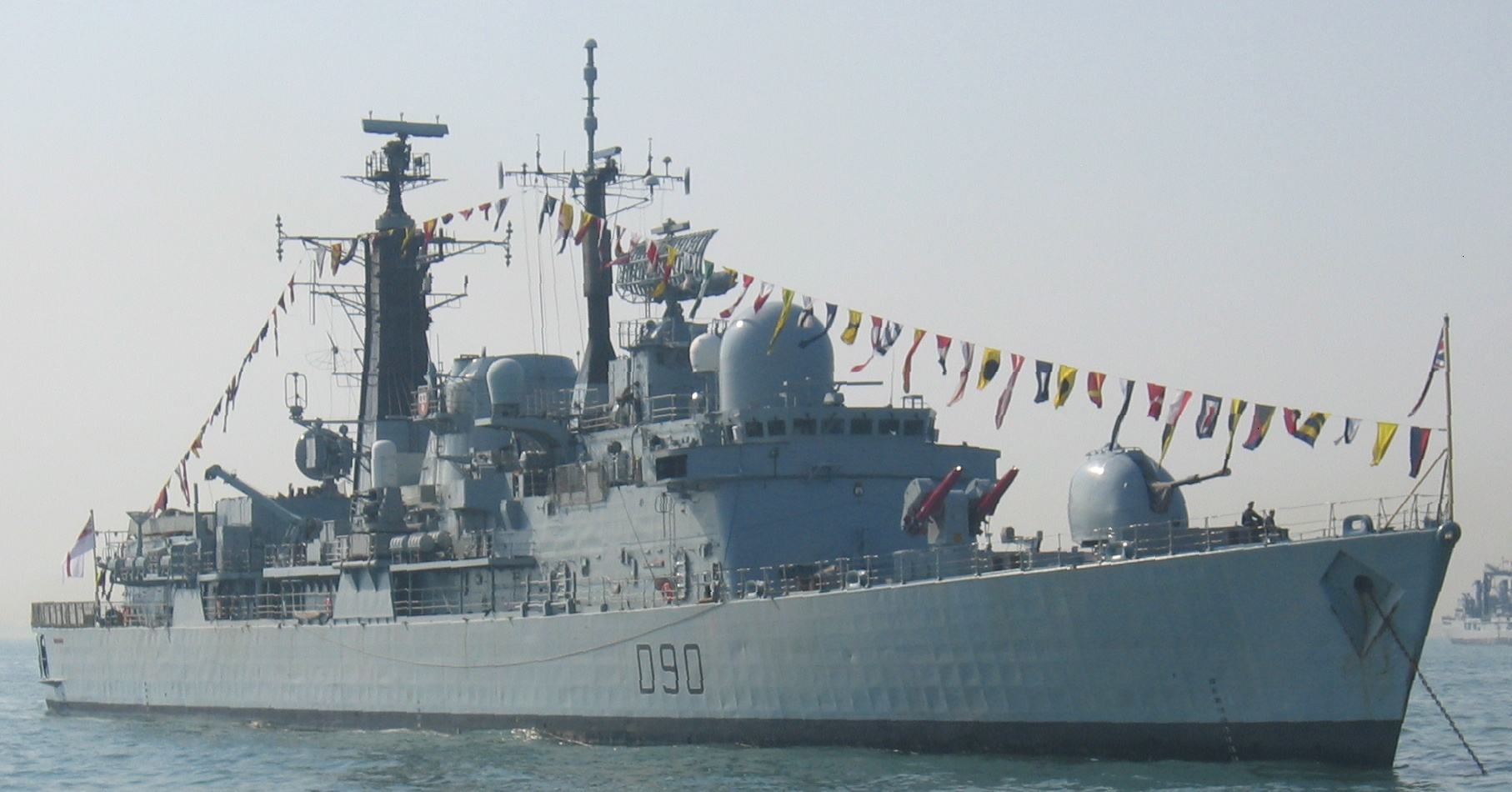
Kapitän zur See Hill-Norton fungierte zwischen 1980 und 1981 als Kommandant des Zerstörers Southampton.

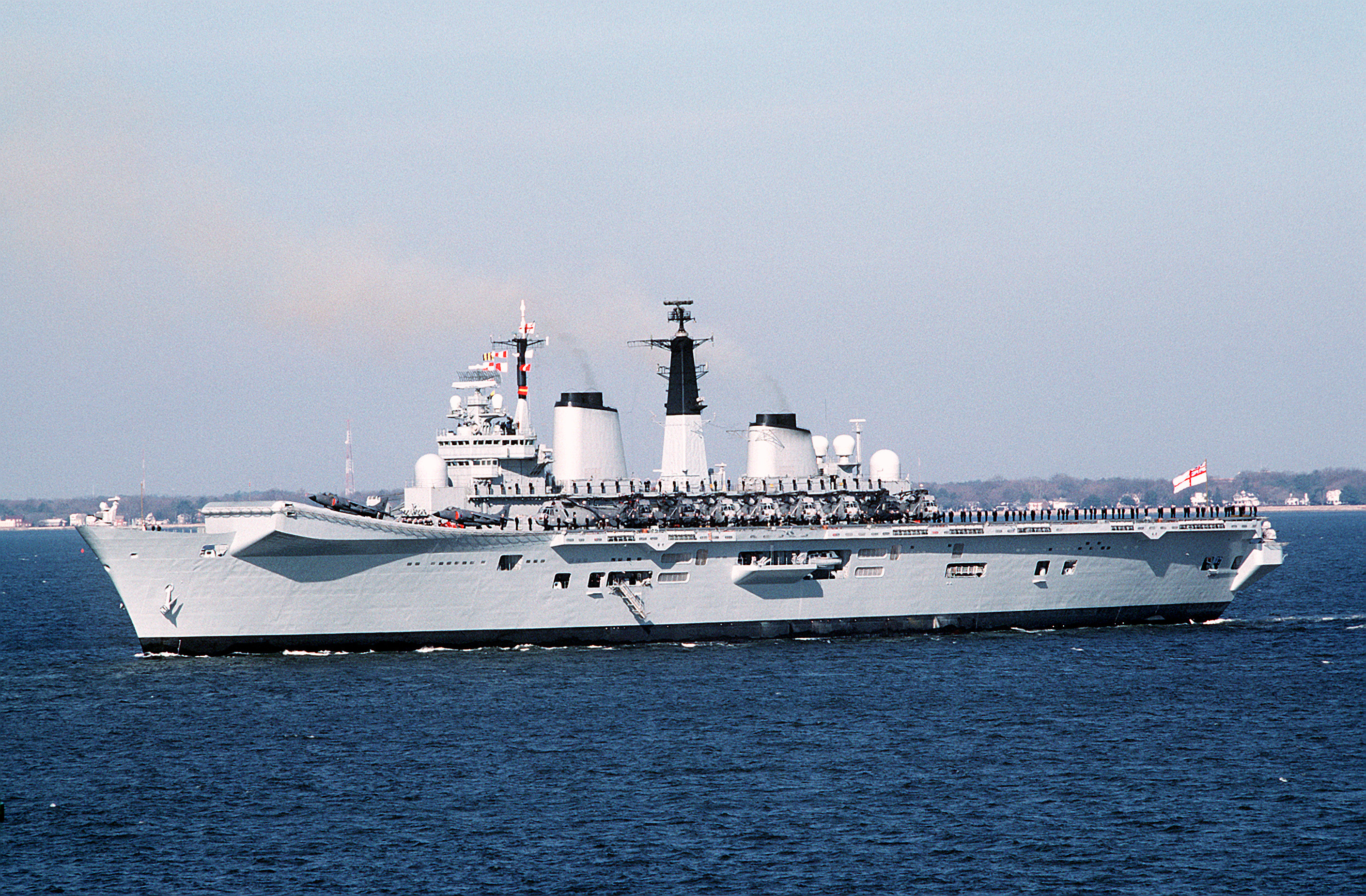
Kapitän zur See Hill-Norton war ferner zwischen 1983 und 1984 Kommandant des Flugzeugträgers Invincible.

Nicholas John Hill-Norton war das ältere von zwei Kindern und der einzige Sohn von Peter Hill-Norton und dessen Ehefrau Margaret Eileen Linstow. Sein Vater war als Flottenadmiral (Admiral of the Fleet) der Royal Navy, der Erster Seelord und Chef des Marinestabes (First Sea Lord and Chief of Naval Staff), Chef des Verteidigungsstabes (Chief of the Defence Staff) sowie Vorsitzender des NATO-Militärausschusses und wurde 1979 als Life Peer aufgrund des Life Peerages Act 1958 Mitglied des House of Lords. Er selbst begann nach dem Besuch des Marlborough College 1957 eine Ausbildung zum Seeoffizier am Britannia Royal Naval College (BRNC) in Dartmouth. Er war zudem Absolvent des Naval War College (NWC) der US Navy in Newport. Er fand zahlreiche Verwendungen als Seeoffizier und später auch als Stabsoffizier wie zum Beispiel als erster Kommandant (Commanding Officer) der am 17. Juli 1975 in Dienst gestellten Fregatte Antelope.
Als Kapitän zur See (Captain) war Hill-Norton zwischen Oktober 1978 und Juli 1979 Kommandeur des Fischereischutzgeschwaders (Captain, Fishery Protection Squadron), ein Frontgeschwader der Royal Navy, das für die Überwachung der erweiterten Fischereizone Großbritanniens sowohl in der Heimat als auch in der Umgebung der britischen Überseegebiete verantwortlich ist. Er war ferner von September 1980 bis März 1981 Kommandant des Zerstörers Southampton sowie zwischen März 1983 und Dezember 1984 Kommandant des Flugzeugträgers Invincible. Im Juli 1985 wechselte er in die Admiralität und war dort bis Juni 1987 Leiter der Abteilung Marinestabsdienst (Director of Navy Staff Duties).

### Flaggoffizier, Rüstungsberater und Familie
Als Konteradmiral (Rear-Admiral) fungierte Nicholas Hill-Norton zwischen September 1987 und Januar 1990 als Kommandierender Admiral von Gibraltar (Flag Officer, Gibraltar). Im Anschluss war er von März 1990 bis April 1992 als Vizeadmiral (Vice-Admiral) letzter Kommandierender Admiral der im Anschluss aufgelösten Dritten Flottille (Flag Officer, Third Flotilla). In dieser Verwendung wurde er am 15. Juni 1991 zum Knight Commander des Order of the Bath (KCB) geschlagen, so dass er fortan den Namenszusatz „Sir“ führte.
Im April 1992 kam es zur Neugestaltung der Marinestruktur, als die Dritte Flottille abgeschafft wurde, die 1979 aus den Verbänden der Flugzeugträger und Amphibischen Angriffsschiffe (Flag Officer, Carriers and Amphibious Ships) geschaffen wurde. Die frühere Erste Flottille (Flag Officer, First Flottilla) war bereits 1990 in die sogenannte Überwasserflottille (Flag Officer, Surface Flotilla) umbenannt worden und war nach der neuerlichen Reform als Surface Flotilla verantwortlich für Einsatzbereitschaft und Schulung, während die frühere Zweite Flottille (Flag Officer, Second Flottilla) als (Flag Officer, UK Task Group) für Einsätze zuständig war. Vizeadmiral Hill-Norton wurde daraufhin im April 1992 Kommandeur der Überwasserflottille (Commander, Surface Flotilla) und behielt diese Funktion bis November 1992.
Zuletzt wurde Vizeadmiral Sir Nicholas Hill-Norton im Dezember 1992 im Verteidigungsministerium (Ministry of Defence) Nachfolger von Air Marshal Sir Kenneth Hayr als stellvertretender Chef des Verteidigungsstabes für Einsätze (Deputy Chief of the Defence Staff (Commitments)). Er hatte diesen bis zu seinem Eintritt in den Ruhestand im März 1995 inne und wurde dann von Generalleutnant Sir Alexander Harley abgelöst.
Nach seinem Ausscheiden aus dem aktiven Militärdienst war er von 1995 bis 1999 als Berater von Marconi Electronic Systems (MES) soiw danach des Nachfolgeunternehmens BAE Systems tätig, ein britischer multinationaler Rüstungs-, Informationssicherheits- und Luftfahrtkonzern.
Nicholas John Hill-Norton heiratete am 2. April 1966 Ann Jennifer Mason, Tochter von Vizeadmiral Dennis Howard Mason. Aus dieser Ehe gingen die beiden Söhne Simon Nicholas Sebastian Hill-Norton und Peter Tom Hill-Norton sowie die Tochter Claudia Genevieve Jane Hill-Norton hervor.